# Бузуків
Бузуків — село в Україні, у Черкаському районі Черкаської області, підпорядковане Степанківській сільській громаді. У селі за даними перепису 2001 року мешкало 653 особи.
За 4 кілометри на південь від Бузукова, через річку Тясмин, розташоване село Малий Бузуків.

## Населення

### Мовний склад
Рідна мова населення за даними перепису 2001 року:
| Мова       | Чисельність, осіб | Доля     |
| ---------- | ----------------- | -------- |
| Українська | 642               | 98,32 %  |
| Російська  | 11                | 1,68 %   |
| Разом      | 653               | 100,00 % |